# 大英堂製パン店
大英堂製パン店（だいえいどうせいパンてん／たいえいどうせいパンてん）は、東京都西部・城南地域を中心として展開した製パン店である。都内に広く展開した丸十製パンや木村屋、栄喜堂などと比較すると小規模な製パン店グループではあるが、最大9店舗が同時に営業していたことがある。

## 沿革
大英堂は福井県丹生郡出身の和菓子職人・上野巍により、1922年（大正11年）三軒茶屋に開業した。もともとは和菓子店で、パン職人を雇うことにより製パン店となった。この背景には、1918年（大正7年）の米騒動により米に変わる主食の必要性が高まったこと、1920年（大正9年）の陸軍での計画的パン給食開始など、社会的ニーズの高まりがあった。全国で「連隊御用パン屋が出現」する中、砲兵聯隊など多くの陸軍施設が集中した世田谷に於いて、陸軍へのパン納入業者として、また関東大震災後の周辺の人口増加などにより発展。学校給食や三菱電機世田谷工場など大口の納入先を持ち、パンの卸も行う世田谷区最大級の製パン店となる。
昭和初期には渋谷駅前、四谷に支店を出し、戦時中には大崎・明電舎工場内にも進出していた。戦後は不動前（1946年（昭和21年）ごろ）、経堂（1951年（昭和26年）ごろ）に出店する。上野巍の和菓子職人修業時代の弟弟子で共に大英堂で働いた関利吉は、不動前の店主を務めるほか、三宿・世田谷製パンの役員でもあった。彼の血縁・地縁によるのれん分けが多かったため、大英堂の店主には富山県出身者が多かった。不動前からは下北沢(1959年（昭和34年）)、馬込(1966年（昭和41年）)、明大前(1968年（昭和43年）)、矢口渡(1971年（昭和46年）)に、経堂からは中野（南台）、（世田谷区）中町などに相次いでのれん分けする。
いずれの店もほんのり甘みのある、素朴なパンが特徴で、総菜パンを得意とする。
多くの店舗が家族経営の小規模な店舗であるため、大規模な工場で大量・安価に製造できる大手製パン会社の成長やコンビニエンスストアの進出が経営を圧迫。経営者の高齢化などもあり、大英堂は1990年代に急速に店舗を減らした。
2000年代に入っても、明大前、馬込、下北沢・mixture (bakery & cafe 大英堂、後述) の3店舗が営業していたが、馬込は2012年3月10日、明大前は2018年10月に休業し、12月15〜16日に解体工事が施工された。

## 店舗

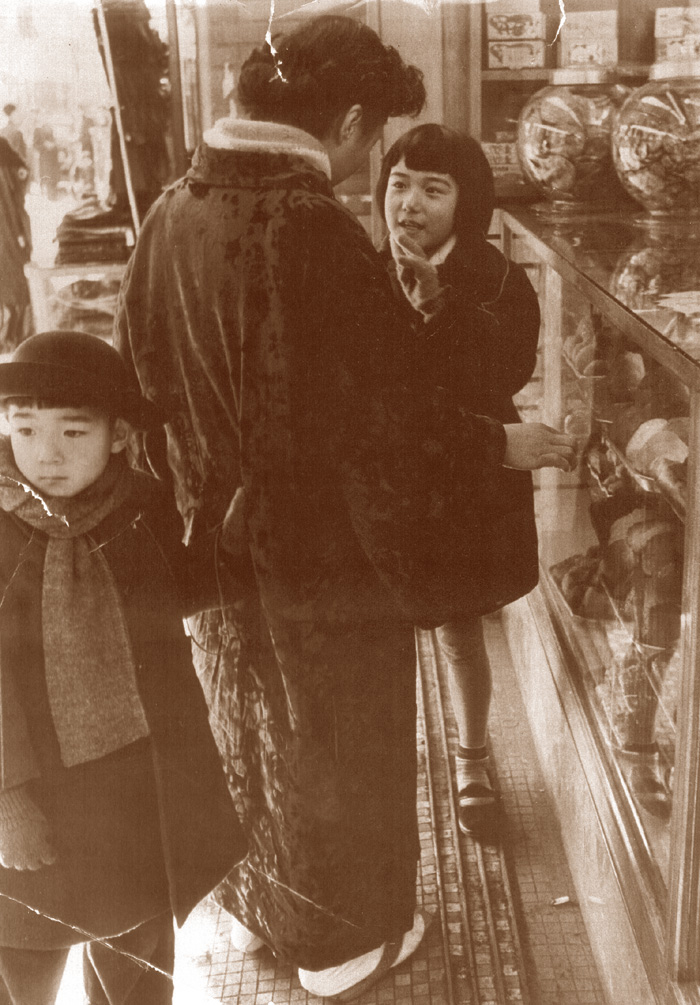
1955年（昭和30年）ごろの三軒茶屋・大英堂製パン店。

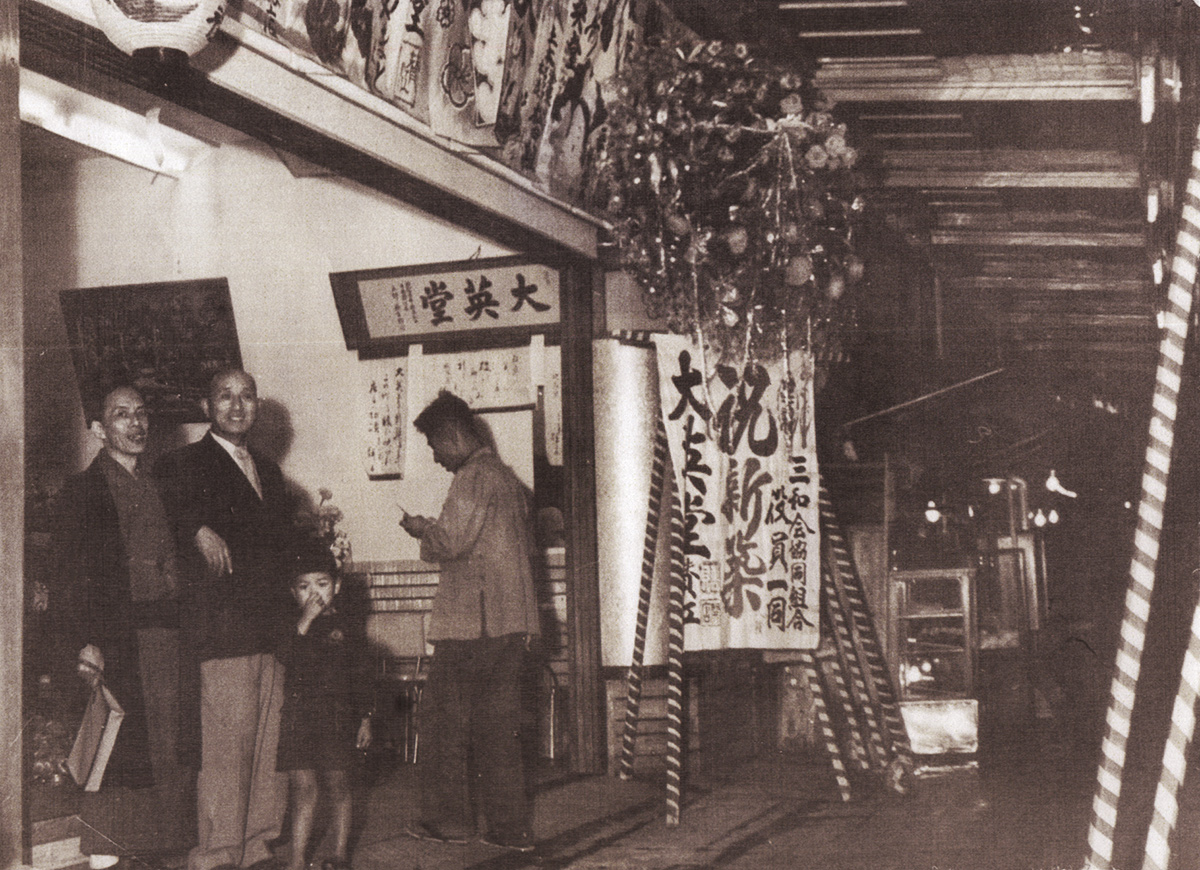
三軒茶屋・大英堂製パン店　1952年頃（上野家提供）

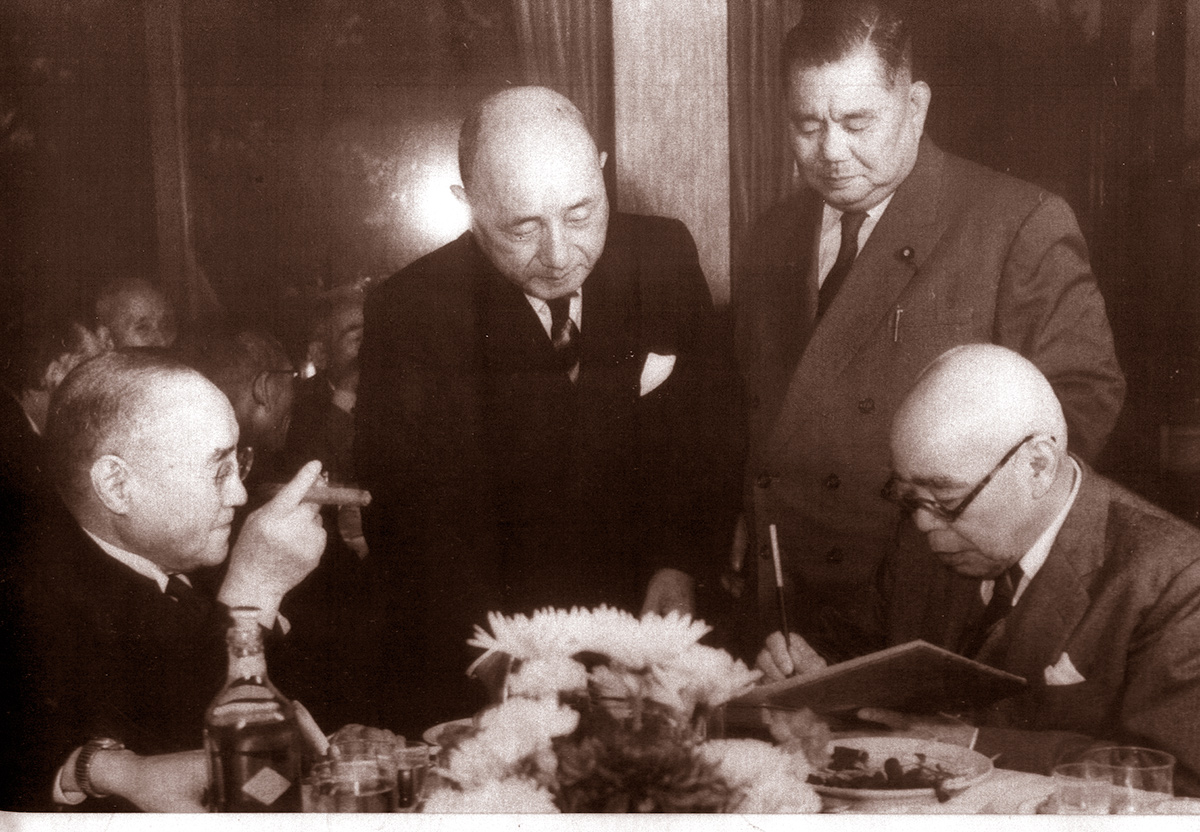
左から吉田茂、上野巍（大英堂創業者）、賀屋興宣、今東光。1960年頃。（上野家提供）

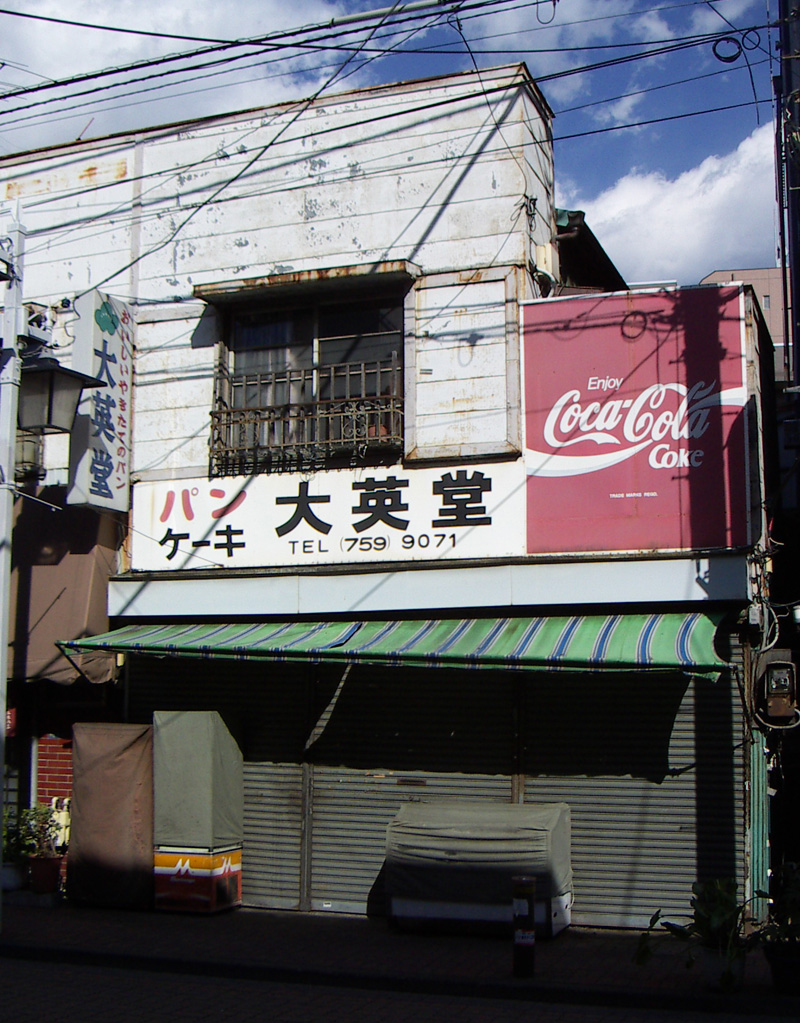
閉店11日後の矢口渡・大英堂製パン店。2006年3月22日

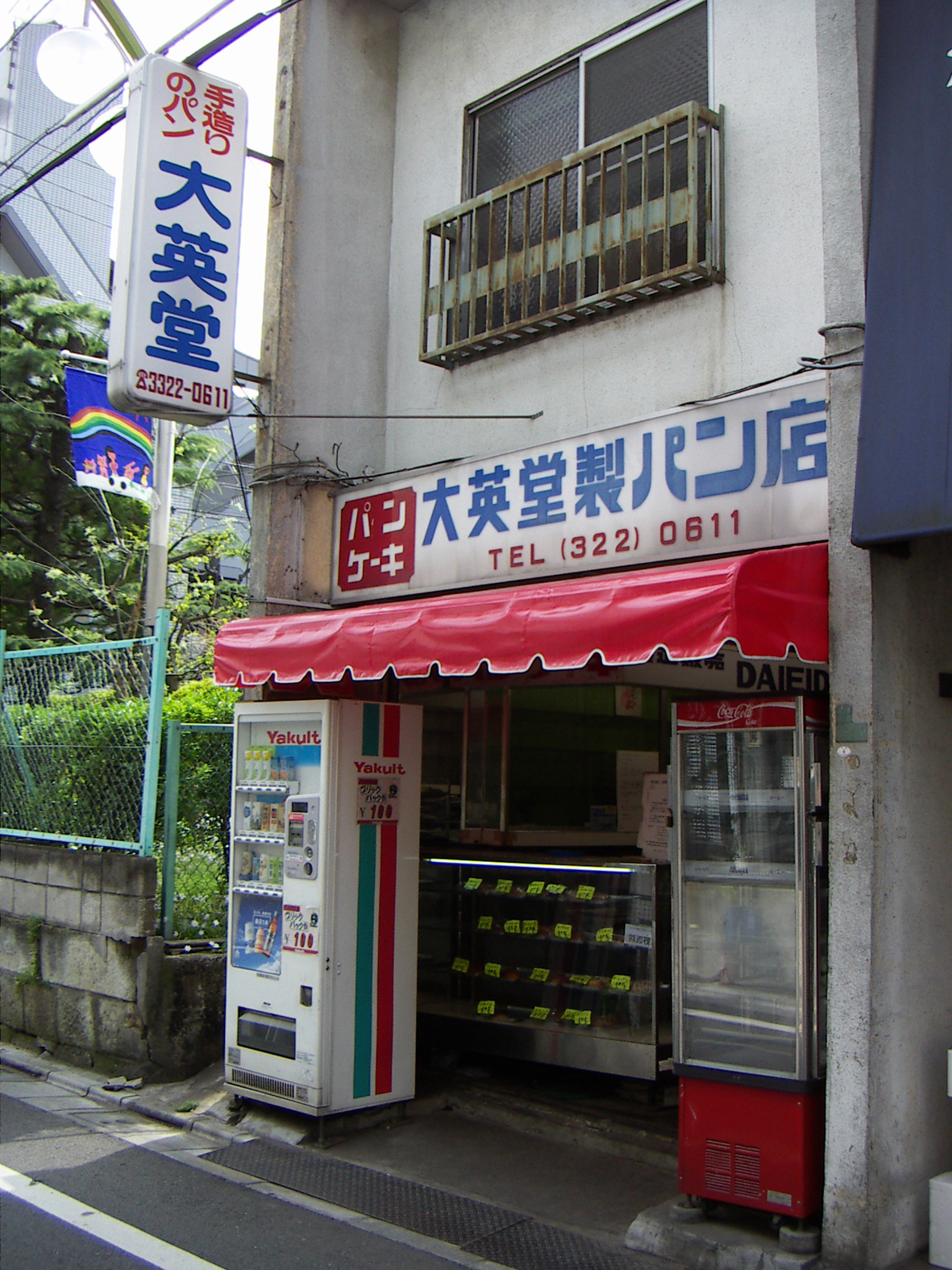
明大前・大英堂製パン店　2013

- 三軒茶屋  1922年（大正11年）、大山街道（世田谷通り）と新道（玉川通り）の分岐点である三軒茶屋の中心部に、和菓子職人・上野巍により出店。パン職人を雇うことにより製パン店となる。1925年（大正14年）には店舗の裏手をかすめる形で玉川電気鉄道高井戸線（東急世田谷線）が開通する。  一般的に、日持ちのしない商品特性から商圏が狭い製パン店だが、玉電沿線を中心に広く顧客を集めていた。また、陸軍へのパンの納入業者であり、三菱電機世田谷工場、松沢病院、学校給食など大口の顧客を持つ世田谷区最大級の製パン店となった。パンと並行して、和菓子や洋菓子も製造販売され、絶大な人気を誇った将棋の十三世名人・関根金次郎（1868-1946）を記念した「将棋の駒の形をしたモナカ」、世田谷の名所を焼き入れた「世田谷名所せんべい」なども発売されていたという。 戦後、1949年（昭和24年）に三軒茶屋・大英堂は株式会社となる。世田谷通りに面した店舗は2階が喫茶室となっており、出窓の付いた吹き抜けの階段から上がる形式となっていた。1961年（昭和36年）に大英堂製パン店は世田谷通りに面した店舗用地を三井信託銀行世田谷支店に譲る形で移転する。東急高井戸線（世田谷線）の線路沿いの公設市場跡地に4階建ての大英堂会館を建て、踏切を挟んだ斜向かいにある工場の一角に製パン店は移転した。大英堂会館は、店主同士でと交流のあった成城の和菓子店・青柳の青柳会館を模したものであったという。  1962年に三菱電機世田谷工場が相模原に移転し、1970年代中頃にパン工場を閉鎖、店舗を大英堂会館の1階に、パン焼き窯を地下1階に移設する。1989年、2代目・上野健太郎の入院に伴い三軒茶屋・大英堂製パン店は閉店する。三井信託銀行も大英堂会館もその後のキャロットタワーを中心とする三軒茶屋地区の再開発のために現存しない。大英堂会館の2階で1963年（昭和38年）から営業していたカフェ・コンコルドは、再開発の際に仮設店舗に移転し、2005年（平成17年）まで太子堂で営業していた。
- 不動前   終戦後、東急目蒲線不動前駅駅前の商店街に関利吉により開店。1951年（昭和26年）頃、不動前で働く関一族のうち関利吉らが経堂に出店。不動前は関喜三の経営となる。1957年（昭和32年）頃に、経堂～不動前間で店舗を交換、双方の一家が引っ越しをしたため、再度、不動前は関利吉の経営となる。関利吉は三宿の世田谷製パンの役員も兼ねており、毎朝バイクで三宿にパンを作りに出かけていたため、不動前ではパンを作ることはなかったという。店舗では関甚吾（明大前）、関忠雄（下北沢）兄弟や、馬込の店主となる林信行、矢口渡の林茂年らが働いていた。後に、関利吉の娘婿となる関久信が店主となり、1990年代中頃まで営業した。不動前駅や商店街を利用する顧客も多かったが、周囲に多くあった町工場からの注文が売上に大きな比重を占めていた。「アンパン3つとクリームパンと牛乳3本」などと電話で注文を受け、配送するもの。こうした工場の中には、店舗の裏手、山手通り沿いにあったオートバイメーカー「メグロ」（目黒製作所・後に川崎重工業に吸収され「カワサキ」ブランドのバイクとなる）も含まれていた。現在営業中の大英堂各店はいずれもこの店からの暖簾分けである。
- 経堂  1950年（昭和25年）頃に世田谷区経堂66、現在の農大通り商店街に関利吉により開店。開店当初の写真で表札が関甚吾（関利吉の従兄弟・1968年に明大前に独立）となっており、実質的に店主だったと思われる。後に明大前店主となる関利博はここで生まれている。  親戚同士の店舗交換により1957年（昭和32年）頃から関喜三が経営した。細長い敷地の建物は、人が住んでいるのが不思議なくらいキレイに掃除されていたという。1970年代に、経堂で長く働いていた野田美弘が世田谷区中町に、森口正一が中野区南台にそれぞれ独立している。1996年（平成8年）3月2日閉店。

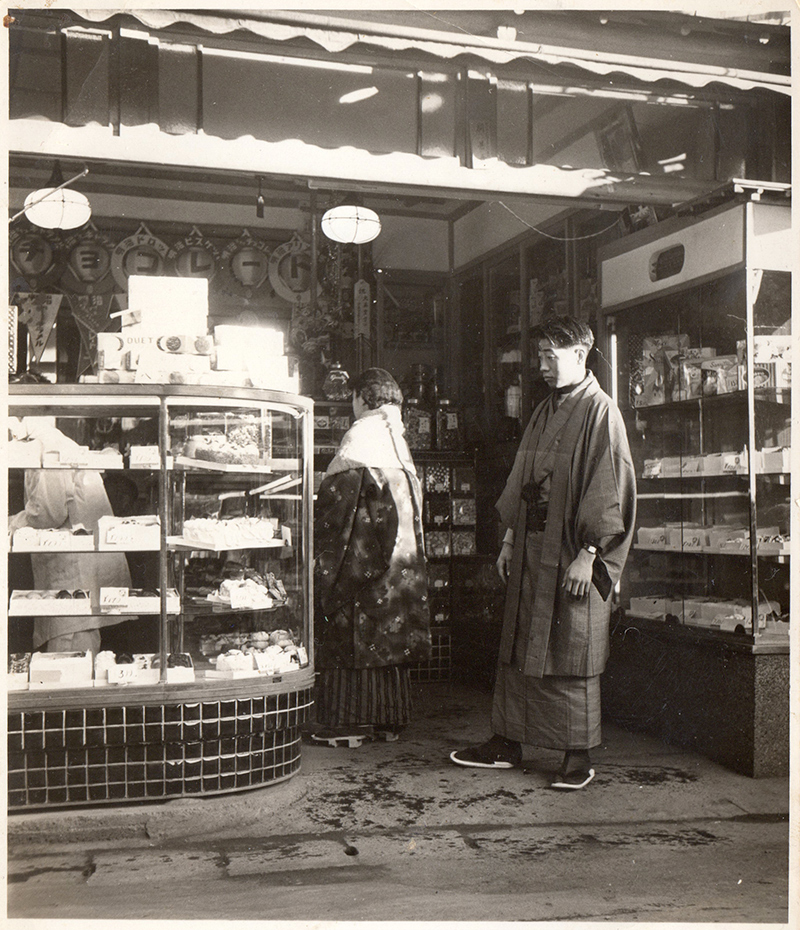
経堂・大英堂製パン店。1952年の正月と思われる。中央は関忠雄（1959年に下北沢に独立する）（関家提供）

- 下北沢／mixture (bakery & cafe 大英堂)  1959年（昭和34年）9月、不動前で働いていた関忠雄が結婚を機に下北沢・一番街商店街に独立した店舗。出店に際し、創業者である三軒茶屋・大英堂の上野巍のもとへ夫妻で挨拶に出向いたところ、「『だいえいどう』ではない、『たいえいどう』なのだ」と諭されたという。開店当初は食パンを作る設備がなく、供給を受けるため雅子夫人が自転車で三軒茶屋まで往復して店舗へ運んだという。下北沢で食パンを生産するようになってからも、パン粉を作るために三軒茶屋への往復は続いた。下北沢・大英堂製パン所のパンは早くから店舗近くの成徳学園の生徒たちの人気を集めたが、1967年（昭和42年）に成徳学園副校長より昼食時の構内でのパン販売を正式に依頼され、昼にパンを運び込んでの構内販売を始める。昼休みのパン購入の生徒の波は「戦争のようだった」という。1973年（昭和48年）に店舗を3階建ての大英堂ビルに改築。1階を店舗とする。2000年代初期に成徳学園構内でのパン販売を終了。業務も縮小する。下北沢大英堂の販売スペースの後ろが大きく空いていたのは、それまでの名残である。研究好きの関忠雄の生み出す焼きカレーパンなど特徴あるメニューで、清水ミチコなど多くのファンを集めた。 2005年（平成17年）7月に店主・関忠雄が急死、閉店する。閉店前の4年間、サラリーマンを続けながら大英堂を手伝い、修業していた中井慈は、自らの店を持って独立すべく準備していた。しかし、夏祭りでの大英堂製パン所復活営業が好評を得たことなどから、大英堂製パン所の跡を改装し、新しい業態で再生することを決意。2005年（平成17年）12月にイートイン可能にしたベーカリーカフェ「mixture (bakery & cafe 大英堂)」として営業を開始した。

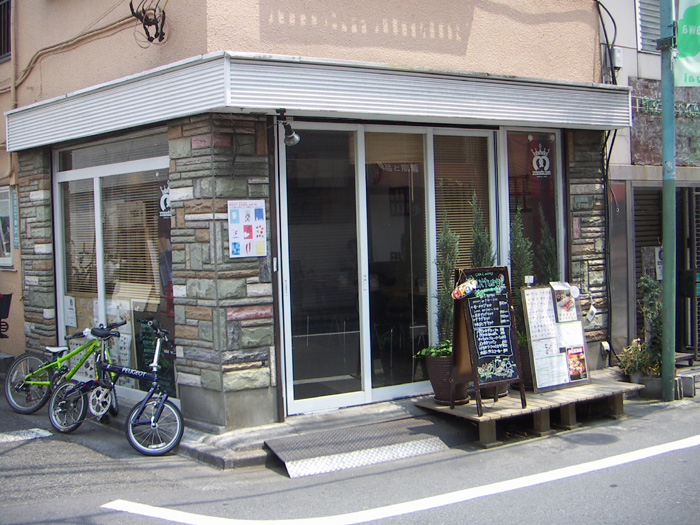
Mixture (bakery & cafe 大英堂) 2013

- 渋谷分店  昭和初期から1939年（昭和14年）頃まで山手線渋谷駅前にあった、三軒茶屋大英堂の分店。渋谷駅の改札は長らく現在のハチ公口のみで、その正面に、東京市電の停留場を挟んで飲食店を中心とする店舗が並んでいた。店舗の並ぶ場所は、明治時代から大正期にかけて玉川電気鉄道（後の東急玉川線）と東京市電との間の受け渡しに使われる砂利の集積場として使われ、関東大震災以降、宅地が東京の西側へ広がっていったこと、1927年（昭和2年）の東横電鉄（現在の東急東横線）開業など、渋谷駅周辺の商業地としての発展から、昭和初期には店舗用地として利用されるようになったと考えられる。大英堂渋谷分店は、天津甘栗、明治製菓売店、東京パン、焼鳥店などと並び、店舗群の南端、玉川電軌渋谷停留所の駅ビルを兼ねた二幸（食堂）寄りで営業していた。現在のハチ公前広場、東急5000形車両と東急東横店西館の間付近が店舗跡地と思われる。都市計画による渋谷駅前広場の拡張、および東京高速鉄道（現・東京メトロ銀座線）・玉川電軌渋谷駅を兼ねた玉電ビル（現・東急東横店西館）建設により、渋谷駅前に並ぶこれらの店舗街は消滅。大英堂渋谷分店はその際に駅前から撤退する。
- 大崎・明電舎内  太平洋戦争中に、大崎・明電舎工場内にあった店舗。工場への空襲を受け閉店。戦後、店舗跡地は倉庫として使われていたという。
- 明大前   長らく不動前・大英堂でパンを作り、四谷・大英堂、世田谷製パン等でも修業した関甚吾が、明大前駅南西、二階堂女子高校前に1968年（昭和43年）に独立し出店した店舗。当時、商店街の斜向かいには同業の喜正堂、明大前駅前には丸十製パンの店舗があったが、いずれも製造販売ではなく既にグループの工場で作られたパンの販売店になっていた。顧客が付くまでしばらく時間を要したものの、明大前・大英堂は順調に成長を続け、関甚吾の息子・関利博もパンの製造に加わった。やや小ぶりでほんのり甘みのある総菜パン、菓子パンが特徴。昭和のパン作りを現代に伝える存在ともなっている。1995年（平成7年）の関甚吾の死後は、関利博が一人でパンを作っていたが、2018年10月に休業し、12月15〜16日に解体工事が施工された。

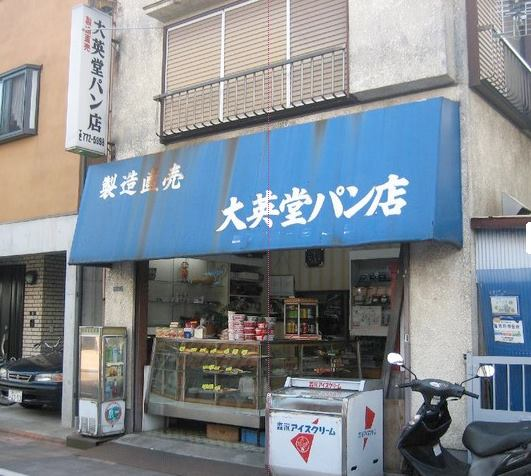
馬込・大英堂製パン店　2012年

- 馬込   1955年（昭和30年）から不動前・大英堂で働いていた林信行が、1966年（昭和41年）に独立し出店した店舗。大田区北馬込の三本松通りやや西側に開店した。店舗近くの第二京浜の地下に都営1号（現・浅草）線・馬込駅が開業したのはその2年後である。馬込・大英堂は地域住民や馬込駅利用者、近くのこまどり幼稚園へ送迎の保護者などを主たる顧客とした。三本松通りを挟んで向かいにあった精肉店からは、総菜パン用のコロッケ・ハンバーグ等の供給を受け、店主同士も飲み仲間であった。1984年（昭和59年）に斜向かいに移転。様々な総菜パン、三色パンなどトラディショナルなパンを作り続け、チーズサンド（焼きチーズケーキ的な菓子パン。丸十系列に多く残る『トライアングル』に近い）という人気メニューもあった。平たく甘みのあるバターロールは大英堂の中でも特徴的な作りだった。店主夫妻の高齢化もあり、2012年3月10日をもって閉店した。
- 矢口渡  1959年（昭和34年）から不動前・大英堂で働いていた林茂年が、1971年（昭和46年）に独立し出店した店舗。東急目蒲線矢口渡駅から北に延びる荏原高校通り商店街に開店した。地域住民を顧客としたが、とくに日体荏原高校の学生からの需要が多く、「エー堂」と呼ばれ親しまれた。部活動の先輩から使い走りに来る学生のために、急いでパンを作ることも多かったという。チョコクリ、きなこねじり、テリヤキ、エビステなど他の大英堂にはない独自のメニューも多かった。店主夫人の体調不良等を理由に、2006年3月11日に閉店。
- 四谷  戦前、新宿通り、四谷大木戸電停前に関政治が出店した。1936年の火災保険特殊地図にそれらしい「パンヤ」の記載があり、1940年の写真もあることからそれ以前には出店していたと思われる。空襲に遭うも戦後に再建。地上げなどもあり、1980年頃に通り沿い西隣の四谷サンハイツ内に移転した。1972年に近くに開店した人気パン店・浅野屋の存在や、嗜好の変化などもあり、1990年代中頃に閉店した。また、長男が山での滑落事故で亡くなるなど不幸もあった。

　ビートたけしが愛したコロッケパン
　1984年から85年にかけて、大英堂の入っていた四谷サンハイツの階上にビートたけしが住んでいた。足立区梅島の下町っ子で惣菜パン好きだった彼は大英堂のコロッケパンをとくに好み、電話で4代目ボーヤのキドカラー大道を呼び、「大道。例のあれ買って来い」と買いに行かせ、週に一度は食べていた。大道は「自分のマンションの下じゃんか⁉︎」と思いつつも届けていたという。
- 大京町  四谷大英堂の南500m、大京町26に1963年に作られた大型マンション・富士コーポの１F店舗部分に出店した。1970年頃には撤退し、その後の店舗は40年以上「レストラン・桜んぼ」が営業していた。
- 中野（南台）  経堂・大英堂製パン店で長く働いていた森口正一が1960年代後半〜1970年代前半に独立した店舗。1980年代前半に世田谷区野沢（環七駒沢陸橋脇）に移転する。
- （世田谷区）中町  経堂・大英堂製パン店で長く働いていた野田美弘が1960年代後半〜1970年代前半に独立した店舗。1980年代前半に横浜市緑区（現・青葉区）大場町に移転する。
- 野沢  中野区南台に出店していた森口正一が、環七野沢陸橋脇の菓子問屋跡に1980年代前半に移転してきた店舗。顧客を得て順調に経営していた、店主の入院で休業。復帰するも「お客が散っちゃってね」（談）。1990年代中頃に閉店し、タバコ屋に業態転換している。
- 市が尾（大場町）大英堂製パン店　2006市ヶ尾  世田谷区中町に出店していた野田美弘が、市が尾駅から1.5kmほど北西の横浜市緑区（現・青葉区）大場町の住宅街に1980年代前半に移転してきた店舗。2005年頃まで営業していたと思われる。

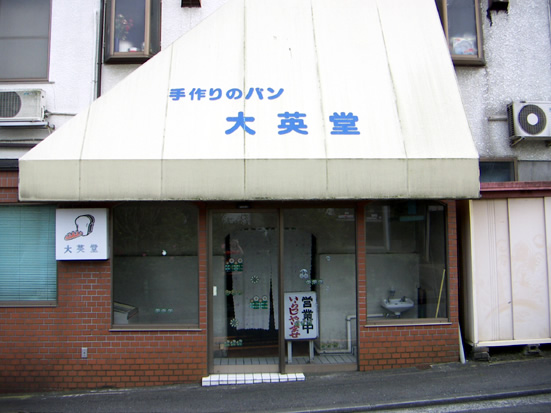
市が尾（大場町）大英堂製パン店　2006

- 旗の台  三軒茶屋・大英堂製パン店で洋菓子職人として働いていた藤倉伊兵衛が、品川区平塚6-883（住居表示施行後・旗の台2-5-3）、池上線・旧旗が岡駅付近に1950年代後半に出店した店舗。  1970年代中頃までは営業していたと思われる。不動前大英堂でケーキ等の洋菓子を作ることになった際には、関甚吾が代表して藤倉のもとに製法を習いに来ていたという。
- 大英堂製パン店販売所（中目黒）

## 呼称

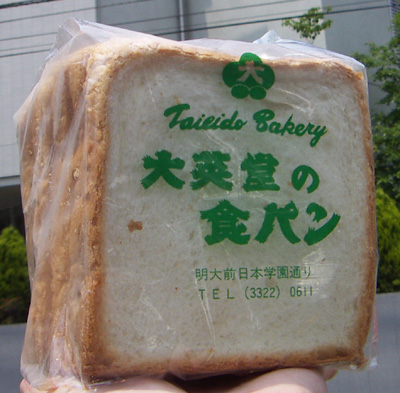
明大前・大英堂製パン店の食パン

大英堂は本来「たいえいどう」であるが、「だいえいどう」と呼ばれることも多い。
各店の食パン袋には「Taieido Bakery　大英堂の食パン」の文字があるものの、明大前大英堂の店内には「DAIEIDO」と書かれた看板が吊り下げられている。下北沢大英堂では商店街の仲間から店主が本名と関係のない「ダイちゃん」と呼ばれ、矢口渡大英堂は日体荏原高等学校の学生から通称「エー堂」と呼ばれていた。
戦前の広告、商工地図では経営者の名を冠した「上野大英堂」と表記されていた。
大英堂の創業者・上野巍と関利吉が「渋谷の大盛堂（たいせいどう）書店（舩坂弘参照）のあたりにあった和菓子屋」で修業したこととの関連も考えられる。

## 商品
和菓子店から発展したため、パンと並行して和菓子の製造・販売も続けられていた。また、ケーキなど洋菓子の製造販売していた店も多く、パンのみの販売となった後も看板にその名残を残していた。

## 年表
- 1922年（大正11年） - 三軒茶屋の和菓子店が「大英堂製パン店」となる
- 昭和初期 - 渋谷駅前に出店
- 1930年代 - 四谷に出店
- 1939年（昭和14年） - 玉電ビル（現：東急東横店西館）建設、および駅前広場拡張のため、渋谷分店閉店
- 戦時中 - 大崎・明電舎工場内に出店。空襲で被災して閉店
- 終戦後 - 経堂・大英堂製パン店、不動前・大英堂製パン店開店
- 1949年（昭和24年） - 三軒茶屋・大英堂が株式会社となる
- 1955年（昭和30年）4月 - 創業者・上野巍、世田谷区議会議員選に当選。1期4年間を務める。
- 1957年（昭和32年）頃 - 経堂と不動前（経営者は義兄弟）間で店舗の交換。双方の一家が引っ越し
- 1959年（昭和34年）9月 - 下北沢・大英堂製パン所開店
- 1960年（昭和35年） - 下北沢・大英堂製パン所店主・関忠雄のバターロールが「全国パン洋菓子品評会技術研修会・総理大臣賞」を受賞
- 1961年（昭和36年） - 三軒茶屋・大英堂会館完成、移転
- 1963年（昭和38年） - 大京町・大英堂製パン店開店（〜1970年（昭和45年）頃まで）
- 1966年（昭和41年） - 馬込・大英堂製パン店開店
- 1968年（昭和43年） - 明大前・大英堂製パン店開店
- 1960年代後半 〜 1970年（昭和45年）頃 - 中野（南台）、中町（世田谷区）・大英堂製パン店開店
- 1971年（昭和46年） - 矢口渡・大英堂製パン店開店
- 1973年（昭和48年） - 下北沢・大英堂製パン所改築
- 1974年（昭和49年）頃 - 三軒茶屋・大英堂工場閉鎖、製パン店は縮小し大英堂会館内へ移転
- 1980年代前半 - 中野・大英堂製パン店が野沢に移転
- 1980年代前半 - 中町・大英堂製パン店が市が尾（大場町）に移転
- 1984年（昭和59年） -馬込・大英堂製パン店、斜向かいに移転
- 1989年（平成元年） -三軒茶屋・大英堂製パン店、店主入院のため閉店
- 1995年（平成7年）頃 - 不動前、四谷・大英堂製パン店閉店
- 1996年（平成8年）3月 - 経堂・大英堂製パン店閉店
- 1999年（平成11年）頃 - 野沢・大英堂製パン店閉店
- 2005年（平成17年）頃 - 市が尾・大英堂製パン店閉店
- 2005年（平成17年）7月 - 下北沢・大英堂製パン所、店主死去のため閉店
- 2005年（平成17年）12月 - 下北沢・イートイン可能に改装した「mixture (bakery & cafe 大英堂)」として開店
- 2006年（平成18年）3月 - 矢口渡・大英堂製パン店閉店
- 2012年（平成22年）3月10日 - 馬込・大英堂製パン店閉店
- 2018年（平成30年）10月 - 明大前・大英堂製パン店休業、12月に店舗解体